# Alejskij rajon
L'Alejskij rajon (in russo Алейский район?) è un rajon del territorio dell'Altaj, nella Russia asiatica; il capoluogo è Alejsk. Il rajon, istituito il 24 maggio 1924, ha una superficie di 3 400 chilometri quadrati e nel 2010 ospitava una popolazione di circa 16 000 abitanti.

## Centri abitati
- Circondario rurale di Alejskij
  - Alejskij
  - Malachovo
  - Mamontovskij
  - Oktjabr'skij
  - Pervomajskij
- Circondario rurale di Bezgolosovo
  - Bezgolosovo
- Circondario rurale di Bol'šepanjuševo
  - Bol'šepanjuševo
  - Novokolpakovo
  - Uspenovka
  - Železnodorožnaja Kazarma 347 km
- Circondario rurale di Borovskoe
  - Borovskoe
  - Serebrennikovo
- Circondario rurale di Družba
  - Berëzovskij
  - Družba
- Circondario rurale di Tolstaja Dubrova
  - Prijatel'skij
  - Tolstaja Dubrova
  - Uržum
- Circondario rurale di Zavety Il'iča
  - Solnečnyj
  - Troickij
  - Zavety Il'iča
- Circondario rurale di Kašino
  - Kabakovo
  - Kašino
  - Jazevka-Sibirskaja
- Circondario rurale di Kirovskoe
  - Dubrovskij
  - Kirovskoe
  - Kondrat'evskij
  - Krasnodubrovskij
  - Novonikol'skij
- Circondario rurale di Boricha
  - Boricha
- Circondario rurale di Malinovka
  - Malinovka
- Circondario rurale di Mochovskoe
  - Mochovskoe
  - Černyševskij
- Circondario rurale di Oskolkovo
  - Oskolkovo
- Circondario rurale di Plotava
  - Plotava
- Circondario rurale di Savinka
  - Savinka
- Circondario rurale di Sovchoznyj
  - Aleksandrovskij
  - Sovchoznyj
  - Vetëlki
- Circondario rurale di Urjupino
  - Urjupino
  - Železnodorožnaja Kazarma 363 km
- Circondario rurale di Vavilon
  - Vavilon
  - Zelënaja Poljana
- Circondario rurale di Krasnyj Jar
  - Krasnyj Jar